# Liste der Staatsoberhäupter 1326
Übersicht
◄◄ | ◄ | 1322 | 1323 | 1324 | 1325 | Liste der Staatsoberhäupter 1326 | 1327 | 1328 | 1329 | 1330 | ► | ►►

Weitere Ereignisse

## Afrika
- Ägypten (Bahri-Dynastie)
  - Sultan: al-Malik an-Nasir Muhammad (1293–1294, 1299–1308, 1309–1341)

- Algerien (Abdalwadiden)
  - Sultan: Abu Taschfin I. (1318–1337)

- Äthiopien
  - Kaiser (Negus Negest): Amda Seyon I. (1314–1344)

- Ifriqiya (Ost-Algerien, Tunesien) (Hafsiden)
  - Kalif: Abu Bakr II. (1318–1346)

- Kanem-Bornu (Sefuwa-Dynastie)
  - König: Abdallah II. (1310–1328)

- Kilwa Kisiwani
  - Sultan: Al-Hasan ibn Sulaiman Abu'l-Mawahib (1310–1333)

- Königreich Mali
  - König: Kankan Musa I. (1312–1337)

- Marokko (Meriniden)
  - Sultan: Abu Said Utman II. (1310–1331)

## Amerika
- Aztekenreich
  - Tlatoani: Ténoch (1325–1371)

- Inkareich
  - Sinchi: Cápac Yupanqui (ca. 1320–ca. 1350)

## Asien
- Champa
  - König: Chê A Nan (1318–1342)

- China und Mongolei (Yuan-Dynastie)
  - Kaiser: Yesun Timur Khan (1323–1328)

- Georgien
  - König: Giorgi V. der Strahlende (1297–1298, 1314–1346)

- Reich der Goldenen Horde
  - Khan: Usbek Khan (1312–1342)

- Indien
  - Ahom (Assam)
    - König: Sukhaangphaa (1293–1332)

  - Delhi
    - Sultan: Muhammad Schah II. (1325–1351)

  - Hoysala (im heutigen Karnataka)
    - König: Vira Ballala III. (1291–1343)

- Indonesien
  - Majapahit
    - König: Jayanagara (1309–1328)

- Japan
  - Kaiser: Go-Daigo (1318–1339)
  - Shōgun (Kamakura): Morikuni (1308–1333)

- Kambuja (Khmer)
  - König: Indrajayavarman (1308–1327)

- Kleinarmenien
  - König: Leon V. (1320–1341)

- Korea (Goryeo-Dynastie)
  - König: Chungsuk Wang (1313–1330, 1332–1339)

- Osmanisches Reich
  - Sultan: Osman I. (1288–1326)
  - Sultan: Orhan I. (1326–1359)

- Persien
  - Ilchane
    - Ilchan: Abu Sa'id (1316–1335)

  - Muzaffariden (in Isfahan)
    - Herrscher: Mubariz ad-Din Muhammad (1314–1358)

- Ryūkyū-Inseln
  - König: Tamagusuku (1314–1336)

- Siam
  - Lan Na
    - König: Saen Phu (1318–1319, 1324–1328)

  - Sukhothai
    - König: Loe Thai (1299–1347)

- Trapezunt
  - Kaiser: Alexios II. (1297–1330)

- Tschagatai-Khanat
  - Khan: Kebek (1309) (1318–1326)

- Vietnam (Tran-Dynastie)
  - Kaiser: Trần Mạnh (1314–1329)

## Europa
- Achaia
  - Fürst: Johann von Durazzo (1322–1333)

- Andorra
  - Co-Fürsten:
    - Graf von Foix: Gaston II. (1315–1343)
    - Bischof von Urgell: Ramon Trebaylla (1309–1326)
    - Bischof von Urgell: Arnau de Llordà (1326–1341)

- Archipelagos
  - Herzog: Niccolò I. (1323–1341)

- Athen
  - Herzog: Wilhelm II. von Sizilien (1317–1338)

- Bulgarien
  - Zar: Michael III. Shishman (1323–1330)

- Byzantinisches Reich
  - Kaiser: Andronikos II. (1282–1328)

- Dänemark
  - König: Christoph II. (1319–1326, 1330–1332)
  - König: Waldemar III. (1326–1330)
  - Schleswig
    - Herzog: Waldemar V. (1325–1326, 1330–1364)
    - Herzog: Gerhard der Große (1326–1330)

- Deutschordensstaat
  - Hochmeister: Werner von Orseln (1324–1330)

- England
  - König: Eduard II. (1307–1327)

- Epirus
  - Despot: Johannes I. Orsini (1323–1335)

- Frankreich
  - König: Karl IV. (1322–1328)
  - Alençon und Perche
    - Graf: Karl II. (1325–1346)

  - Armagnac
    - Graf: Johann I. der Gute (1319–1373)

  - Artois
    - Gräfin: Mathilde (1302–1329)

  - Astarac
    - Graf: Bernard V. (1324–1326)
    - Graf: Amanieu (1326–1331)

  - Aumale
    - Graf: Johann II. (1302–1342)

  - Auvergne (Grafschaft)
    - Graf: Wilhelm XII. (1325–1332)

  - Auvergne (Dauphiné)
    - Dauphin: Johann Dauphinet (1324–1351)

  - Bar
    - Graf: Eduard I. (1302–1336)

  - Blois
    - Graf: Guido I. von Châtillon (1307–1342)

  - Bretagne
    - Herzog: Johann III. (1312–1341)

  - Burgund (Herzogtum)
    - Herzog: Odo IV. (1315–1350)

  - Burgund (Freigrafschaft)
    - Pfalzgräfin: Johanna II. (1315–1330)

  - Comminges
    - Graf: Bernard VIII. (1312–1336)

  - Dauphiné
    - Graf: Guigues VIII. (Viennois) (1318/19–1333)

  - Dreux
    - Graf: Robert V. (1309–1329)

  - Eu
    - Graf: Rudolf III. (1302–1344)

  - Évreux
    - Graf: Philipp III. (1319–1343)

  - Foix
    - Graf: Gaston II. (1315–1343)

  - Guyenne
    - Herzog: Eduard III. von England (1325–1362) (1375–1377)

  - Marche
    - Graf: Ludwig I. (1322–1342)

  - Narbonne
    - Vizegraf: Amalric II. (1298–1328)

  - Nevers
    - Graf: Ludwig II. (1322–1346)

  - Orange
    - Fürst: Bertrand III. (1282–1335)

  - Penthièvre
    - Graf: Guido (1312–1331)

  - Périgord
    - Graf: Archambaud IV. (1311–1336)

  - Provence
    - Graf: Robert (1309–1343)

  - Rethel
    - Graf: Ludwig II. (1322–1346)

  - Rodez
    - Graf: Jean I. (1313–1373)

  - Sancerre
    - Graf: Johann II. (1306–1326)
    - Graf: Ludwig II. (1326–1346)

  - Vendôme
    - Graf: Burchard VI. (1315–1354)

- Heiliges Römisches Reich
  - König: Ludwig IV. der Bayer (1314–1347) (ab 1328 Kaiser)
  - Kurfürstentümer
    - Erzstift Köln
      - Erzbischof: Heinrich II. von Virneburg (1304–1332)

    - Erzstift Mainz
      - Erzbischof: Matthias von Buchegg (1321–1328)

    - Erzstift Trier
      - Erzbischof: Balduin von Luxemburg (1307–1354)

    - Böhmen
      - König: Johann von Luxemburg (1311–1346)

    - Brandenburg
      - Markgraf: Ludwig I. (1323–1351)

    - Kurpfalz
      - Pfalzgraf: Ludwig der Bayer (1294/1301–1329)

    - Sachsen
      - Herzog: Rudolf I. (1298–1356)

  - geistliche Fürstentümer
    - Hochstift Augsburg
      - Bischof: Friedrich I. Spät von Faimingen (1309–1331)

    - Hochstift Bamberg
      - Bischof: Heinrich II. von Sternberg (1324–1328)

    - Hochstift Basel (1325 Doppelwahl)
      - Bischof: Hartung Münch von Landskron (1325–1328)
      - Bischof: Johann I. von Chalon-Arlay (1325–1328/35) (ab 1328 Administrator)

    - Erzstift Besançon
      - Erzbischof: Vitalis II. de Vienne (1312–1333)

    - Hochstift Brandenburg
      - Elekt: Heinrich von Barby (1324–1327) (nicht vom Papst bestätigt)

    - Erzstift Bremen-Hamburg
      - Bischof: Jens Grand (1308–1327)

    - Hochstift Brixen
      - Bischof: Albert I. von Enn (1324–1336)

    - Hochstift Cambrai
      - Bischof: Guy III. d’Auvergne (1324–1336)

    - Hochstift Cammin
      - Bischof: Arnold von Eltz (1324–1330)

    - Hochstift Chur
      - Bischof: Johannes I. Pfefferhard (1325–1331)

    - Hochstift Eichstätt
      - Bischof: Gebhard III. Graf von Graisbach (1324–1327)

    - Hochstift Freising
      - Bischof: Konrad IV. von Klingenberg (1324–1340) (1322–1324 Bischof von Brixen)

    - Abtei Fulda
      - Abt: Heinrich von Hohenberg (1315–1353)

    - Hochstift Genf
      - Bischof: Pierre de Faucigny (1311–1342)

    - Hochstift Halberstadt (Herrschaft umstritten)
      - Bischof: Albrecht II. von Braunschweig-Lüneburg (1324–1358)
      - Bischof: Giselbrecht von Holstein (1324–1346)

    - Hochstift Havelberg
      - Bischof: Dietrich I. (1324/25–1341/42)

    - Hochstift Hildesheim
      - Bischof: Otto II. von Woldenberg (1319–1331)

    - Hochstift Konstanz
      - Bischof: Rudolf II. Graf von Montfort (1322–1334) (1322 Bischof von Chur, 1322–1325 Administrator von Chur)

    - Hochstift Lausanne
      - Bischof: Jean II. de Rossillon (1323–1341)

    - Hochstift Lübeck
      - Bischof: Heinrich II. Bochholt (1317–1341)

    - Hochstift Lüttich
      - Bischof: Adolf II. von der Mark (1313–1344)

    - Erzstift Magdeburg
      - Erzbischof: Heidenreich von Erpitz (1325–1327)

    - Hochstift Meißen
      - Bischof: Withego II. von Colditz (1312–1341/42)

    - Hochstift Merseburg
      - Bischof: Gebhard von Schraplau (1319/20–1341)

    - Hochstift Metz
      - Bischof: Ludwig I. von Poitiers-Valentinois (1325–1327)

    - Hochstift Minden
      - Bischof: Ludwig von Braunschweig-Lüneburg (1324–1346)

    - Hochstift Münster
      - Bischof: Ludwig II. von Hessen (1310–1357)

    - Hochstift Naumburg
      - Bischof: Heinrich I. von Grünberg (1316–1335)

    - Hochstift Osnabrück
      - Bischof: Gottfried von Arnsberg (1321–1348) (1348–1350 Erzbischof von Bremen)

    - Hochstift Paderborn
      - Bischof: Bernhard V. zur Lippe (1321–1341)

    - Hochstift Passau
      - Bischof: Albert II. von Sachsen-Wittenberg (1320–1342)

    - Hochstift Ratzeburg
      - Bischof: Marquard von Jossow (1309–1335)

    - Hochstift Regensburg
      - Bischof: Nikolaus von Ybbs (1313–1340)

    - Erzstift Salzburg
      - Erzbischof: Friedrich III. von Leibnitz (1315–1338)

    - Hochstift Schwerin
      - Bischof: Johann II. zu Putlitz (1322–1331)

    - Hochstift Sitten
      - Bischof: Aimone IV. von Turn (1323–1338)

    - Hochstift Speyer
      - Bischof: Emich, Graf von Leiningen (1314–1328)

    - Hochstift Straßburg
      - Bischof: Johann I. von Zürich (1306–1328) (1305–1306 Bischof von Eichstätt)

    - Hochstift Toul
      - Bischof: Amatus von Genf (1320–1330)

    - Hochstift Trient
      - Bischof: Heinrich III. von Metz (1310–1336)

    - Hochstift Utrecht
      - Bischof: Johann III. von Diest (1322–1340)

    - Hochstift Verden
      - Bischof: Nikolaus von Kettelhodt (1312–1332)

    - Hochstift Verdun
      - Bischof: Henrich IV. von Aspremont (1312–1349)

    - Hochstift Worms
      - Bischof: Konrad IV. von Schöneck (1319–1329)

    - Hochstift Würzburg
      - Bischof: Wolfram Wolfskeel von Grumbach (1322–1333)

  - weltliche Fürstentümer
    - Anhalt
      -  Fürstentum Anhalt-Bernburg
        - Fürst: Bernhard III. (1318–1348)

      -  Anhalt-Zerbst
        - Fürst: Albrecht II. (1316–1362)

    - Baden
      - Markgraf: Friedrich II. (1291–1333)

    - Bayern
      - Niederbayern
        - Herzog: Otto IV. (1310–1334)
        - Herzog: Heinrich XIV. (1310–1339)
        - Herzog: Heinrich XV. (1312–1333)

      - Oberbayern
        - Herzog: Ludwig IV. (1294/1301–1347)

    - Berg
      - Graf: Adolf VI. (1308–1348)

    - Brabant, Limburg und Niederlothringen
      - Herzog: Johann III. (1312–1355)

    - Herzogtum Braunschweig-Lüneburg
      - Braunschweig-Grubenhagen
        - Fürst: Heinrich II. (1322–1351)
        - Fürst: Ernst I. (1322–1361)
        - Fürst: Wilhelm (1322–1360)

      - Braunschweig-Lüneburg
        - Herzog: Otto II. der Strenge (1277–1330)

      - Braunschweig-Wolfenbüttel
        - Fürst: Otto der Milde (1318–1344)

    - Flandern
      - Graf: Ludwig I. (1322–1346)

    - Geldern
      - Graf: Rainald II. (1318/26–1343) (ab 1339 Herzog von Geldern)

    - Hanau
      - Herr: Ulrich II. (1305/06–1346)

    - Hennegau
      - Graf: Wilhelm II. (1304–1337)

    - Hessen
      - Landgraf: Otto I. (1308–1328)

    - Hohenzollern
      - Graf: Friedrich VIII. (1309–1333)

    - Holland
      - Graf: Wilhelm III. (1304–1337)

    - Holstein
      - Holstein-Kiel
        - Graf: Johann III. der Milde (1316–1359)

      - Holstein-Pinneberg
        - Graf: Adolf VII. (1315–1354)

      - Holstein-Plön
        - Graf: Gerhard V. (1323–1350)

      - Holstein-Rendsburg
        - Graf: Gerhard III. (1304–1340)

    - Jülich
      - Graf: Gerhard VII. (1297–1328)

    - Katzenelnbogen
      - Graf: Johann II. (1312–1357)

    - Kleve
      - Graf: Dietrich VII. (1310–1347)

    - Limburg: siehe Brabant
    - Lippe
      - Herr: Simon I. (1273–1344)

    - Lothringen (Herrscherliste)
      - Niederlothringen siehe Brabant
      - Oberlothringen
        - Herzog: Friedrich IV. (1312–1328)

    - Lüneburg: siehe Braunschweig
    - Luxemburg
      - Graf: Johann von Luxemburg (1313–1346)

    - Mark
      - Graf: Engelbert II. (1308–1328)

    - Mecklenburg
      - Fürst: Heinrich II. (1302–1329)

    - Markgrafschaft Meißen
      - Markgraf: Friedrich II. (1323–1349)

    - Namur
      - Graf: Johann I. (1297–1331)

    - Nassau
      - walramische Linie (in Idstein und Wiesbaden)
        - Graf: Gerlach I. (1305–1344)

      - ottonische Linie
        - Nassau-Dillenburg
          - Graf: Johann I. (1303–1328) (1290–1303 Graf von Nassau)

        - Nassau-Hadamar
          - Graf: Emich I. (1303–1334) (1290–1303 Graf von Nassau)

        - Nassau-Siegen
          - Graf: Heinrich III. (1303–1328) (1290–1303 Graf von Nassau; 1328–1343 Graf von Nassau-Dillenburg)

    - Nürnberg
      - Burggraf: Friedrich IV. (1300–1332)

    - Oldenburg
      - Alt-Bruchhausen
        - Graf: Otto I. (1310–1351)

      - Neu-Bruchhausen
        - Graf: Heinrich VI. (1310–1363)

      - Delmenhorst
        - Graf: Johann I. (1304–1347)
        - Graf: Christian I. der Ältere (1304–1355)

      - Oldenburg
        - Graf: Konrad I. (1315–1347)

    - Ortenberg
      - Graf: Heinrich III. (1297/1321–1345)

    - Österreich
      - Herzog: Friedrich I. der Schöne (1308–1330)

    - Pommern
      - Pommern-Stettin
        - Herzog: Otto I. (1295–1344)

      - Pommern-Wolgast
        - Herzog: Wartislaw IV. (1309–1326)
        - Herzog: Bogislaw V. (1326–1374)
        - Herzog: Barnim IV. (1326–1365)
        - Herzog: Wartislaw V. (1326–1390)

    - Ravensberg
      - Graf: Otto IV. (1306–1328)

    - Saarbrücken
      - Graf: Johann I. (1308–1342)

    - Sachsen-Lauenburg
      - Bergedorf-Mölln
        - Herzog: Albrecht IV. (1321–1343)

      - Ratzeburg
        - Herzog: Erich I. (1296–1361)

    - Schwerin
      - Schwerin
        - Graf: Heinrich III. (1307–1344)

      - Wittenburg
        - Graf: Gunzelin VI. (1323–1327)

      - Boizenburg
        - Graf: Nikolaus II. (1323–1349)

    - Tecklenburg
      - Graf: Otto V. (1307–1328)

    - Tirol
      - Graf: Heinrich (1310–1335)

    - Veldenz
      - Graf: Walter (1298–1327)

    - Waldeck
      - Graf: Heinrich IV. (1305–1344)

    - Weimar-Orlamünde
      - Graf: Otto VI. (1305–1340)

    - Württemberg
      - Graf: Ulrich III. (1325–1344)

    - Zweibrücken
      - Graf: Walram II. (1311–1366)

- Italien
  - Este
    - Markgraf: Bertoldo I. (1312–1343)

  - Ferrara
    - Herr: Aldobrandino II. d’Este (1308–1326)
    - Herr: Rinaldo II. d’Este (1317–1335)

  - Kirchenstaat
    - Papst: Johannes XXII. (1316–1334) (in Avignon)

  - Mailand
    - Stadtherr: Galeazzo I. Visconti (1322–1328)

  - Mantua
    - Reichsvikar: Rinaldo Bonacolsi (1309–1328)

  - Montferrat
    - Markgraf: Theodor I. (1305–1338)

  - Neapel
    - König: Robert (1309–1343)

  - Rimini
    - Herr: Pandolfo Malatesta (1317–1326)
    - Herr: Ferrantino Malatesta (1326–1353)

  - Saluzzo
    - Markgraf: Manfred IV. (1296–1340)

  - Savoyen
    - Graf: Eduard (1323–1329)

  - Sizilien
    - König: Friedrich II. (1296–1337)

  - Tarent
    - Fürst: Philipp I. von Tarent (1294–1332)

  - Venedig
    - Doge: Giovanni Soranzo (1312–1328)

  - Verona
    - Podestà: Cangrande I. (1308–1329)
    - Podestà: Alberto II. (1311–1352)

- Johanniter-Ordensstaat auf Rhodos
  - Großmeister: Helion de Villeneuve (1319–1346)

- Litauen
  - Großfürst: Gediminas (1316–1341)

- Livland
  - Landmeister: Reimar Hane (1324–1328)

- Norwegen
  - König: Magnus VII. Eriksson (1319–1355)

- Polen
  - König: Wladyslaw I. (1306–1333) (bis 1320 Seniorherzog Wladyslaw IV.)

- Portugal
  - König: Alfons IV. (1325–1357)

- Russland
  - Goldene Horde: siehe Asien
  - Moskau
    - Fürst: Iwan I. Danilowitsch (1325–1341)

  - Wladimir
    - Großfürst: Dimitrij II. (1318–1326)
    - Großfürst: Alexander Michailowitsch (1326–1328)

- Schottland
  - König: Robert I. Bruce (1306–1329)

- Schweden
  - König: Magnus II. (1319–1364)

- Serbien
  - Fürst: Stefan Uroš III. Dečanski (1321–1331)

- Spanien
  - Aragón
    - König: Jakob II. (1291–1327)

  - Cerdanya
    - Graf: Jakob III. (1324–1349)

  - Granada (Nasriden)
    - Emir: Muhammad IV. (1325–1333)

  - Kastilien-León
    - König: Alfons XI. der Rächer (1312–1350)

  - Mallorca
    - König: Jakob III. (1324–1344/49)

  - Navarra
    - König: Karl II. (1322–1328)

  - Urgell
    - Gräfin: Teresa d’Entença (1314–1328)
    - Graf: Alfons (1314–1328) (de iure uxoris)

- Ungarn
  - König: Karl I. Robert (1307/08–1342)

- Walachei
  - Fürst: Basarab I. der Gründer (1310–1352)

- Zypern
  - König: Hugo IV. (1324–1359)